# Донбасс (хоккейный клуб)
«Донба́сс» (укр. «Донбас») — украинский профессиональный хоккейный клуб, основанный в 2001 году в Донецке, базировавшийся в период с 2014 по 2021 год в Дружковке (Донецкая область), а ныне базирующийся в Краматорске (Донецкая область). 
Принимал участие в чемпионатах Украины в 2001−2021 годах (с перерывом на сезоны 2013/2014 и 2014/2015). Восьмикратный чемпион Украины (2011, 2012, 2013, 2016, 2017, 2018, 2019, 2021), обладатель рекорда продолжительности победной серии в чемпионатах Украины — 37 матчей подряд. В декабре 2021 года после дисквалификации из национального чемпионата, проводимого под эгидой Украинской хоккейной лиги (УХЛ) перешёл в новосозданную Суперлигу.
Обладатель Континентального Кубка ИИХФ сезона 2012/2013. В сезоне 2021/2022 впервые принял участие в Хоккейной Лиге чемпионов. 
В сезоне 2011/2012 выступал в российской Высшей хоккейной лиге (ВХЛ). По итогам выступлений был принят в Континентальную хоккейную лигу (КХЛ), в которой выступал в сезоне 2012/2013 и 2013/2014. Выступления в КХЛ клуб прекратил по причине войны на востоке Украины.

## История

### 1975—1985
В 1975 году в Донецке был открыт дворец спорта ДС «Дружба»; в честь открытия был организован хоккейный матч между командами из Москвы — «Крылья Советов» и «Динамо». В этом же году было принято решение открыть в Донецке, на базе ледового дворца, хоккейную школу.

### 1990—1992
В сезоне 1989-90 годов юные хоккеисты из Донецка выиграли чемпионат Украины, обойдя ровесников из киевских «Сокола», «Льдинки», «Красного экскаватора», а также сверстников из Харькова, Запорожья и Днепродзержинска. В 1990 году в Донецке была создана первая профессиональная команда по хоккею с шайбой «Кооператор», которая выступала в чемпионате Советского Союза среди спортклубов, боровшихся за право выхода во вторую лигу класса «А». Донецкий коллектив, в составе которого играли А. Ивлев, Д. Гордюшин, М. Григорюк, Ю. Хардиков, В. Кутовой, Г. Кравченко, оказал серьёзное сопротивление командам из Москвы («Рубин», «Алиса»), Брянска («Волна»), Рыбинска («Сатурн»), Загорска («Луч»), города Александров («Рекорд») и города Углич («Чайка»).
В мае 1991 года, изношенное ледовое оборудование дворца спорта «Дружба» стало давать сбой и в итоге окончательно вышло из строя. Восстановление потребовало финансового вложения, которого не поступило и ДЮСШ прекратила своё существование, многие донецкие ребята разъехались по разным городам: И. Иванов, Е. Левашов, С. Селиванов (тренер В. Слепов) закрепились в России и длительное время выступали за воронежский «Буран». Воспитанники В. Костюкова — И. Полищук, А. Белянский пробились в саратовский «Кристалл», а С. Витер смог закрепиться не только в российских клубах «СКА-Амур», «Элемаш», но и выступал в польском «Войасе» и беларусском «Гомеле». Самый титулованный из дончан — Олег Твердовский, воспитанник С. Петрова, стал двукратным обладателем Кубка Стэнли, бронзовым призёром Олимпийских игр, чемпионом мира 2009 года в составе сборной России, чемпионом России и обладателем Кубка европейских чемпионов.
Из оставшихся в Донецке ребят в 1992 году был сформирован хоккейный клуб «Норд». В состав вошли как местные хоккеисты — А. Куцаев, А. Ивлев, Ю. Хардиков, А. Горевой, Д. Гордюшин, М. Григорюк, А. Шафиков, А. Дмитриев, А. Житков, так и харьковчане — А. Кобиков, В. Овчаренко, А. Галкин. Команда получила приглашение на участие в Первой зимней спартакиаде Украины, где завоевала бронзовые медали. Голкипер дончан А. Куцаев был признан лучшим на турнире. Но из-за отсутствия финансирования, тренировочной базы и собственного льда команда прекратила свои выступления и была расформирована.

### 2001—2009

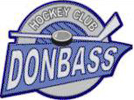
Первая эмблема

Лишь в июне 2001 года было принято решение о создании профессионального хоккейного клуба «Донбасс». Костяк нового коллектива составили экс-игроки «Норда». Приглашение в команду также получили и хоккеисты из Харькова и Киева: Д. Пашинский, С. Садий, О. Панасенко, Д. Гнитько, А. Калитка, Д. Ключко, О. Тимченко. Получив право на участие в двух чемпионатах — Белоруссии (1-й дивизион) и Украины, дончане завоевали бронзовые медали в обоих первенствах. Но команда была расформирована.
Новый отсчёт истории ХК «Донбасс» начался в 2005 году. Зимой этого года была предпринята новая попытка создать профессиональную команду в Донецке. Новый коллектив подал заявку на участие в чемпионате Украины среди команд Первой лиги и приступил к тренировкам, которые из-за отсутствия искусственного льда в Донецке проходили на замёрзшем ставке в городе Ясиноватая. Всего три недели подготовки хватило команде для того, чтобы успешно выступить в турнире и выиграть золотые медали. Согласно регламенту, для выхода в плей-офф чемпионата Украины, надо было провести стыковые матчи с клубом АТЭК (Киев). Игры проходили в марте 2005 года. Требовалась тщательная подготовка, но весна выдалась ранней, и ставок растаял. В парке отдыха «Городок» был построен к этому времени каток с искусственным льдом. Тренировочный процесс возобновился в полном объёме. С АТЭК дончанам предстояло сыграть две игры, которые прошли в Киеве. В обоих матчах победу с минимальным разрывом одержали столичные спортсмены. (6:5 и 3:2). 8 из 9 шайб в ворота "Донбасса" забросил воспитанник донецкого хоккея - А. Исаев, который выступал за "АТЭК".
В сентябре 2007 года состав команды насчитывал более 20-ти игроков, осенью 2008 года в Донецке был сдан в эксплуатацию хоккейный ледовый дворец «Лидер», в котором команда получила возможность проводить свои тренировки и домашние игры. Под руководством Г. Кравченко (позже Д. Гордюшина), возобновила свою работу и ДЮСШ. В этом же году ХК «Донбасс» принял участие в розыгрыше Кубка Украины, где занял пятое место из шести команд. В мае того же года ХК «Донбасс» получил приглашение на участие в турнире «Трэид-Поинт», который в шестой раз проходил в Днепропетровске. Костяк команды составили донецкие хоккеисты: И. Иванов, В. Бычков, С. Ручко, Ю. Хардиков, А. Артюхов, Е. Сухопара, И. Капустин, А. Ивлев, И. Полищук, Д. Сиренко, В. Блакитный, А. Верходай, И. Филатов, Д. Гордюшин.
Для усиления состава были приглашены В. Селивёрстов, Р. Юлдашев и Е. Сыченко. Тренировал команду К. Буценко. «Донбасс» дошёл до финала, где со счётом 5:3 были обыграны хозяева — хоккеисты днепропетровского «Метеора».
В 2009 году руководство ХК «Донбасс» пригласило на пост главного тренера известного в прошлом игрока киевского «Сокола» Андрея Овчинникова. Команда финишировала пятой в чемпионате Украины.

### 2010
В 2010 году собственником клуба стал Борис Колесников. Летом в клуб был приглашён известный специалист — Александр Куликов, а также многолетний партнёр Куликова по выступлениям за киевский «Сокол» — Анатолий Дёмин и дончанин Сергей Витер. Генеральным менеджером стал Сергей Юрьевич Шакуров. Именно благодаря Сергей Юрьевичу и его работе на трансферном рынке, и внутри команды, был создан отличный боеспособный коллектив, который в итоге выиграл этот чемпионат в финале у многолетнего чемпиона Киевского Сокола.  В 2010 году Донецк получил право на проведение чемпионата мира среди юниоров-2011 дивизиона II. «Донбасс» выступил соорганизатором данного турнира, на котором впоследствии юниорская сборная Украины выиграла золотые медали, набрав максимальное 15 очков в 5 матчах, и поднявшись в дивизион I.

### 2011

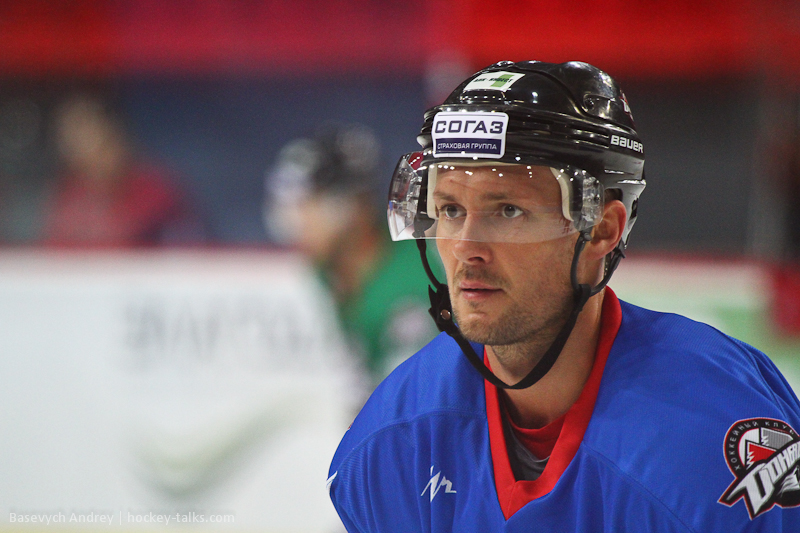
Сергей Варламов — капитан «Донбасса» в сезоне 2011/12, 2015/16

Серия из 27 подряд выигранных игр принесла ХК «Донбасс» победу как в регулярном чемпионате Украины, так и в плей-офф, где соперником по финалу был киевский «Сокол». В двух решающих играх дончане победили 1:0 и 3:2 и впервые в истории завоевали золотые медали.
31 мая 2011 года в Москве на общем собрании Высшей хоккейной лиге ХК «Донбасс» единогласным решением был принят в члены некоммерческого партнёрства «ВХЛ». Впервые в истории независимой Украины клуб провёл полноценные многодневные летние сборы за рубежом. В Канаде ХК «Донбасс», в центре летней подготовки «Тин Ренч», дважды обыграл сборную хоккейной лиги Онтарио, а спустя месяц в Донецке организовал и провёл международный турнир «Кубок Донбасса», участие в котором также приняли 3 клуба Континентальной хоккейной лиги.

### 2012
23 апреля 2012 года ХК «Донбасс» возглавил словацкий специалист Юлиус Шуплер. В июле 2012 года решением руководства КХЛ ХК «Донбасс» был принят в состав участников. Из-за локаута НХЛ-2012 состав донецкого клуба смогли пополнить украинские игроки Руслан Федотенко, Алексей Поникаровский и Антон Бабчук. Впоследствии двукратный обладатель Кубка Стэнли Руслан Федотенко стал капитаном команды.
В январе 2013 года впервые среди украинских клубов ХК «Донбасс» выиграл единственный на тот момент европейский турнир, проводимый под эгидой IIHF — Континентальный Кубок сезона 2012/2013. В Суперфинале, матчи которого состоялись в Донецке на Арене «Дружба» с 11 по 13 января 2013 г.,  ХК «Донбасс» обыграл беларусский «Металлург» (Жлобин) 1-0, итальянский «Больцано» 3-0 и французский «Руан Дрэгонз» 7-1, набрав 9 очков.
По итогам своего первого регулярного сезона в КХЛ клуб занял 9-е место на западе и не попал в плей-офф. В конце сезона Шуплер был отправлен в отставку.

### 2013
Перед сезоном 2013/14 донецкую команду возглавил российский специалист Андрей Назаров.Проведя 54 игры, клуб завершил первую часть чемпионата на четвёртом месте Западной конференции. На тот момент донецкий клуб стал рекордсменом КХЛ по минимальному количеству пропущенных шайб за сезон — 99. В этом же сезоне 7-8 марта арена «Дружба» впервые в истории украинского хоккея приняла игры плей-офф КХЛ. Первым соперником дончан стал хоккейный клуб «Динамо» (Рига). В серии из семи матчей подопечные Назарова оказались сильнее. В полуфинале Западной конференции «Донбасс» встретился с пражским «Львом». В ходе серии, которая включила в себя шесть матчей, «Донбасс» лишь однажды смог сыграть перед родными зрителями на домашней арене. Из-за напряжённой политической ситуации на Украине правление КХЛ запретило проводить игры на арене «Дружба». В полуфинальной серии «Донбасс» установил рекорд КХЛ по продолжительности матча — 126 минут и 14 секунд, — именно столько продлилась вторая игра «Лев» — «Донбасс», в которой решающую шайбу забросил защитник дончан Андрей Конев. Эта игра получила название «пражский марафон». Сама серия завершилась со счётом 2:4 в пользу чешской команды.
В 2013 году ХК «Донбасс» создал самый большой в КХЛ школьный фан-сектор общей численностью более 1500 болельщиков из 22 школ Донецкой и Луганской областей. Участники этого фан-объединения вместе с донецким клубом побывали в разных городах России, Франции, Чехии, Словакии, Латвии и Хорватии.

### 2014
Плей-офф сезона КХЛ 2013/14 «Донбасс» начал на своей арене «Дружба», но уже 17 марта последний седьмой матч серии против рижского «Динамо» играл в Братиславе на «Словнафт Арене» из-за начавшегося конфликта на Донбассе. «Донбасс» победил 3:1 и вышел в следующий раунд. Во втором раунде плей-офф «Донбасс» встречался с пражским «Львом» и все три домашние игры провёл в Братиславе. Серия завершилась победой «Льва» по счётом 4-2.
В ночь с 26 на 27 мая 2014 года, на фоне вооружённого конфликта на востоке Украины, домашняя арена клуба была уничтожена снарядом. Президент ХК «Донбасс» Борис Колесников заявил: «У клуба есть все силы и возможности для того, чтобы в течение девяноста дней, работая круглосуточно, восстановить Арену. Юные хоккеисты и фигуристы смогут приступить к занятиям 1 сентября. В техническом плане Арена будет полностью восстановлена к началу чемпионата КХЛ.» Однако из-за усложнившейся политической ситуации в Донецке клуб был вынужден отказаться от участия в розыгрыше седьмого сезона КХЛ, а основная команда клуба была отправлена в «академический отпуск». Такая же судьба ждала команды «Молодая Гвардия» и «Донбасс-98».
Летом 2014 года руководством клуба было принято решение сохранить Ледовую детско-юношескую спортивную школу, перевезя её в город Дружковка с тренировками на базе Ледовой арены «Альтаир». В новом городе Ледовая школа ХК «Донбасс» начала работать в новом формате — открылась секция по фигурному катанию, а также был проведён набор детей из городов Донецкой области: Дружковка, Константиновка (Константиновский район), Краматорск и Славянск. В сентябре 2014 года в ДЮСШ ХК «Донбасс» хоккеем и фигурным катанием занимались уже 920 детей (самая большая ДЮСШ на Украине) из вышеперечисленных населённых пунктов, а также переехавшие воспитанники из Донецка, которые образовали четыре основные команды Ледовой школы: «Донбасс 2003», «Донбасс 2004», «Донбасс 2005» и «Донбасс 2006».

### 2015
ХК «Донбасс», базирующийся ныне в Дружковке, подал предварительную заявку на участие в чемпионате Украины по хоккею сезона 2015/2016. Донецкая областная государственная администрация сообщила об отсутствии ограничений для проведения спортивно-массовых мероприятий в городе Дружковка (Донецкая область), где расположена ледовая арена «Альтаир». 31 июля Федерация хоккея Украины (ФХУ) подписала с ХК «Донбасс» договор об участии команды в чемпионате Украины сезона 2015/2016.
Главным тренером хоккейного клуба «Донбасс» стал Анатолий Степанищев. Контракт с 54-летним украинским специалистом был заключён на один год. Помощником Степанищева стал тренер вратарей Евгений Бруль, а генеральным менеджером команды Сергей Петров. На первый тренировочный сбор команды прибыл 21 украинский хоккеист. После предсезонных сборов в Святогорске (Донецкая обл.) команда приехала в Дружковку, где в рамках подготовки к чемпионату Украины 2015/16 был организован четвёртый в истории клуба предсезонный турнир Donbass Open Cup. В составе «Донбасса» на предсезонном турнире числилось 22 хоккеиста, среди которых были имена Сергея Варламова, Дениса Кочеткова и Виктора Захарова. Этим составом донецкая команда смогла второй раз подряд выиграть Кубок.
Перед стартом сезона 2015/16 чемпионата Украины «Донбасс» провёл три спарринга в Латвии, сыграв с местными командами МОГО, «Земгале» и «Курбадс», выиграв два из трёх матчей. 26 сентября ХК «Донбасс» провёл свой первый матч в рамках национального первенства, в котором также участвовали ещё 7 команд. До Нового года команда Анатолия Степанищева также успела провести два зарубежных товарищеских матча в Беларуси, а сам календарный год закончила на первом месте в турнирной таблице чемпионата Украины.

### 2016
ХК «Донбасс» продолжил лидировать в регулярном чемпионате, попутно обновив клубный рекорд самых крупных побед: со счётом 27:1 была на выезде разгромлена харьковская «Юность». Регулярный чемпионат дончане завершили на первом месте, опередив ближайших преследователей на 7 очков. Полуфинальную серию плей-офф против харьковского «Витязя» «Донбасс» завершил за минимальные 3 игры (5:2, 6:1 и 3:1). В финале сезона дончанам пришлось играть против второй команды регулярного сезона — киевских «Дженералз». В серии до четырёх побед «Донбасс» не дал сопернику выиграть ни одного матча (2:1 ОТ, 3:2 Б, 2:1, 3:1), четвёртый раз в своей истории завоевав золото чемпионата Украины.
В рамках предсезонной подготовки ХК «Донбасс» принял участие в нескольких отечественных и международных турнирах. В августе в период с 11-го по 13-е число — Kremenchuk Open Cup-2016, с 18-го по 20-е — Мемориал Павла Забойника в Словакии, а с 25-го по 28-е прошли игры традиционного предсезонного турнира Donbass Open Cup.
В пятом в истории Donbass Open Cup приняли участие пять украинских хоккейных клубов: «Белый Барс», «Витязь», «Донбасс», «Кривбасс» и «Кременчук». Всего команды провели 10 матчей. Победителем турнира стал ХК «Донбасс», набравший в четырёх играх 12 очков.
В сезоне 2016/17 ХК «Донбасс» принимает участие в чемпионате Украинской хоккейной лиги. Стартовый матч сезона состоялся 9 сентября 2016 года. На льду дружковской Ледовой арены «Альтаир» чемпион прошлого сезона «Донбасс» принимал серебряных призёров — киевских «Дженералз». Матч закончился со счётом 4:0 в пользу донецкого «Донбасса».
6 июня 2016 года в Будапеште состоялась встреча представителей команд-участниц 20-го розыгрыша Континентального кубка IIHF, по итогам которой ХК «Донбасс» узнал своих первых соперников. «Донбасс» стартовал с полуфинального раунда, который проходил в Дании с 18-го по 20 ноября. Соперниками дончан стали французский «Анже», датский «Оденсе» и чемпион британской элитной лиги сезона 2015/16 «Ноттингем Пантерс». Выступление в группе D «Донбасс» завершил на третьем месте.
21 декабря 2016 года «Донбасс» стал первым клубом УХЛ, который гарантировал себе место в плей-офф раунде чемпионата.

### 2017
5 февраля 2017-го по обоюдному согласию сторон был разорван контракт между ХК «Донбасс» и тренерским штабом, который возглавлял 56-летний специалист Анатолий Степанищев. И. о. главного тренера был назначен спортивный директор клуба Сергей Витер.
12 февраля в тренерский штаб вошёл 48-летний Игорь Чибирев, а 21 февраля — 54-летний специалист из Латвии Андрейс Матицинс. Они стали ассистентами Витера. 6 марта Витер стал главным тренером. Контракт был заключен на два года. 
В полуфинальной серии плей-офф УХЛ против криворожского «Кривбасса» «Донбассу» понадобилось 5 матчей (4:0, 3:2 ОТ, 3:4, 3:0, 5:2). В финале обыграли «Кременчуг» 4-2 (3:1, 3:4 ОТ, 3:1, 2:1, 1:4, 2:1) и стали пятикратными чемпионами Украины.
Сезон-2017/18 дончане начали с завоевания четвёртого трофея предсезонного турнира Donbass Open Cup.
В сентябре 2017 года генеральным директором ХК «Донбасс» был назначен Федор Ильенко.
2 сентября 2017 года в тренерский штаб Сергея Витера вошел Игорь Кугут. Двукратный чемпион Украины в составе «Донбасса» стал ассистентом главного тренера.

### 2018
22 февраля 2018 года в гостевом поединке против «Белого Барса» была прервана рекордная серия «Донбасса» в чемпионатах Украины — клуб остановился на рубеже в 37 побед кряду, улучшив предыдущий рекорд на 10 игр.
В полуфинальной серии плей-офф против харьковского «Динамо» дончане трижды выиграли (6:2, 9:0, 2:9), затем победили «Кременчуг»4-1 (3:0, 6:3, 4:3, 2:5, 3:0) и в шестой раз стали чемпионом Украины.
2 июля 2018 года главным тренером ХК «Донбасс» вновь стал Юлиус Шуплер, подписав двухлетний контракт. Под руководством Шуплера дончане приняли участие в двух предсезонных турнирах (Кубок Руслана Салея, Donbass Open Cup), а также стартовали в чемпионате Украинской хоккейной лиги.
В период с 19 по 21 октября «Донбасс» провел матчи второго раунда Континентального кубка IIHF. Выступление в группе C клуб завершил на третьем месте. 23 октября Шуплер подал в отставку по состоянию здоровья. Главным тренером был назначен спортивный директор клуба Сергей Витер. В тренерский штаб также вошли Игорь Кугут, Евгений Бруль, 10 декабря ассистентом Витера стал Игорь Чибирев.
Общее количество школьных фанатских ячеек донецкого клуба превысило 50. Более 2 500 учащихся заведений региона регулярно посещали матчи команды.
21 декабря в Мариуполе состоялась торжественная процедура закладки капсулы под строительство нового спортивного комплекса, главным объектом которого станет крытая ледовая арена.

### 2019
Одержав победу в регулярном чемпионате Украины по хоккею, донецкий клуб оформил себе путевку в полуфинал плей-офф, где соперником команды Сергея Витера стал белоцерковский «Белый Барс». В серии до четырех побед дончанам понадобилось пять матчей, чтобы обыграть клуб из Белой Церкви (9:1, 5:4, 1:2, 4:3, 8:1). Соперником «Донбасса» в финале УХЛ стал новичок национального первенства херсонский «Днепр». С общим счетом серии 4:1 (1:2, 3:1, 3:1, 2:1, 4:1) донецкая команда стала семикратным чемпионом Украины.
14 сентября в Дружковке состоялся матч-открытие четвертого сезона Украинской хоккейной лиги – Пари-Матч, в котором «Донбасс» принимал херсонский «Днепр». Приятной новость на старте чемпионата Украины стал состав участников национального первенства - удалось сохранить всех участников прошлого сезона, и впервые за долгое время в двух сезонах подряд сыграл один и тот же состав команд.
21 июня, в венгерском Будапеште состоялась встреча представителей клубов-участников Континентального кубка IIHF сезона-2019/20. Впервые с 2013 года хоккейный клуб «Донбасс» получил право проведения раунда клубного турнира IIHF.
С 18-го по 20 октября в Броварах прошел второй раунд Континентального кубка IIHF. В группе С за единственную путевку в полуфинальный этап сошлись «Донбасс» (Украина), «Мого» (Латвия), «Корона» (Румыния) и «Црвена Звезда» (Сербия). Украинская команда заняла первое место в квартете, а сам турнир в Броварах получился ярким спортивным праздником для хоккейной Украины.
В ноябре основная команда клуба продолжила поход за главным трофеем Континентального кубка Международной федерации хоккея.
«Донбасс» в третьем раунде выступил в группе F – игры турнира состоялись с 15 по 17 ноября в польском Кракове. Соперниками дончан стали: «Краковия», казахстанский «Бейбарыс» и белорусский «Неман». Несмотря на высокий уровень подготовки команды, квалифицироваться в Суперфинал турнира донецкому клубу не удалось.

### 2020/2021
7 марта «Донбасс» победой над «Кременчуком» завершил регулярный чемпионат. 11 марта в Украине был объявлен общенациональный карантин из-за угрозы распространения коронавируса.
В августе в Дружковке выиграл Открытый кубок Донбасса в шестой раз.
Серебряный призёр УХЛ.
Обладатель Кубка Открытия.
Досрочно стал победителем регулярного чемпионата.
Одержав победу в финальной серии с киевским «Соколом» (2:1, 5:1, 3:1, 4:3 ОТ), в восьмой раз стал чемпионом Украины.
В мае 2021 года правление хоккейной Лиги Чемпионов решило выделить wild card для «Донбасса». 19 мая донецкий «Донбасс» узнал своих соперников по групповому этапу первой в истории украинского хоккея Лиги чемпионов сезона 2021/22. Чемпион Украины стал участником группы G вместе с датским «Рунгстедом», австрийским «Клагенфуртом» и французским «Руаном». Домашние матчи турнира клуб проводит в киевском Дворце спорта.
9 июня Борис Колесников покинул пост президента хоккейного клуба «Донбасс». Новым президентом донецкого клуба стал Константин Колесников.
Перед стартом сезона-2021/22 клубом было принято решение провести сборы и сам сезон в городе Краматорск. Новой домашней площадкой «Донбасса» стала Ледовая арена «Краматорск».
Дончане во второй раз в истории стали победителями Мемориала Павла Забойника.
С 27 по 29 августа 2021 года в Краматорске состоялся десятый розыгрыш предсезонного турнира Открытого кубка Донбасса. Победителем турнира стал донецкий клуб.
3 сентября 2021 года «Донбасс» дебютировал в хоккейной Лиге чемпионов и в серии буллитов уступил «Рунгстеду». 5 сентября «Донбасс» обыграл «Руан» и добыл свою первую победу в Лиге чемпионов (2:1).
С победы ХК «Донбасс» начал хоккейный сезон-2021/22 в Украине. 17 сентября подопечные Павла Микульчика обыграли столичный «Сокол» в стартовом матче шестого сезона Украинской хоккейной лиги (5:4). Таким образом донецкая команда стала двукратным обладателем Кубка Открытия.
Всего в 6-м сезоне чемпионата Украинской хоккейной лиги принимали участие 8 украинских клубов: «Белый Барс» (Белая Церковь), «Днепр» (Херсон), «Донбасс» (Донецк), «Краматорск», «Кременчук», «Мариуполь», «Сокол» (Киев), «Рулав Одд» (Харьков).
13 октября «Донбасс» в выездном поединке нанес первое поражение «Клагенфурту» (2:1) и завершил выступление в дебютной для Украины Лиге чемпионов - дончане завершили групповой этап на третьем месте квартета G.
24 ноября Федерация хоккея Украины сняла «Донбасс» с чемпионата УХЛ, клуб трижды нарушили регламент ФХУ.
В ноябре было создано ООО «Хоккейная Суперлига Украины», одним из учредителей стал ХК «Донбасс».
В первом чемпионате Суперлиги сезона 2021/22 приняли участие 6 профессиональных хоккейных клубов: «Альтаир» (Дружковка), «Белый Барс» (Белая Церковь), «Донбасс» (Донецк), «Краматорск», «Мариуполь», СК «Сокол» (Киев).
23 февраля 2022 года донецкий «Донбасс» одержал победу над «Белым Барсом» (6:0) в рамках 25-го тура чемпионата Суперлиги. Занимая первую строчку в таблице, дончане на 18 очков опережали следующего вторым «Краматорск». Дальнейшее продолжение чемпионата стала невозможным после полномасштабного вторжения России на Украину.

### Маскот
В 2019 году у клуба появился маскот — снегирь. Имя для него будет выбрано болельщиками на конкурсе.

## Ледовая школа
ДЮСШ по хоккею и фигурному катанию открылась 22 сентября 2008 года, сразу после открытия ЛСК «Лидер». 29 декабря 2011 года был открыт ЛСК «Алмаз». Некоторое время хоккейную академию «Донбасса» возглавлял шведский специалист Джим Бритен.
19 июня 2013 года молодёжная команда «Донбасса» под названием «Молодая гвардия» была принята в МХЛ и начиная с сезона 2013/14 выступала в чемпионате. В связи с обострением конфликта на Востоке Украины, «Молодая Гвардия» ушла в отпуск.
В сезоне 2014/2015 Ледовая ДЮСШ начала работу на базе Ледовой арены «Альтаир» (г. Дружковка). С 1 сентября 2014 года в ДЮСШ ХК «Донбасс» были привлечены более 900 детей 5 до 12 лет из Славянска, Краматорска, Константиновки и Дружковки, которые на бесплатной основе начали заниматься хоккеем и фигурным катанием.
В сезоне 2015/2016 три команды ДЮСШ ХК «Донбасс» были перевезены на базу ЛА «Терминал» в город Бровары. Такая смена постоянного места тренировок была обусловлена участием команд «Донбасс 2003», «Донбасс 2004» и «Донбасс 2005» в чемпионатах Беларуси. Большая часть Ледовой школы продолжила свою деятельность в Дружковке, добрав с новым сезоном в свои ряды более 300 воспитанников в секции хоккея и фигурного катания.
В сезоне 2015/16 команды ДЮСШ ХК «Донбасс» провели более 250 официальных матчей на внутренней и международной арене. Приняли участие в 25 турнирах, в 12 из которых вышли победителями. Старшие возраста «Донбасс 2003», «Донбасс 2004» выиграли чемпионат Украины, «Донбасс 2005» — Открытый чемпионат Киева, все три возраста стали победителями групп «Б» в чемпионатах Беларуси. Воспитанник отделения фигурного катания ДЮСШ ХК «Донбасс» Валерий Карасёв стал победителем Открытого Кубка Украины.
В сезоне-2016/17 «Донбасс 2003» и «Донбасс 2004» стартовали в соревнованиях в группе А. «Донбасс 2005» дебютировал в чемпионате Украины U-12.
В белорусских Горках «Донбасс 2007» в решающем матче со счётом 4:2 обыграл соотечественников из «Легиона». Также с медалями 2016 год завершили воспитанники ДЮСШ ХК «Донбасс» отделения фигурного катания. На международном турнире по фигурному катанию Vinnitsa Trophy 2016 приняли участие 12 наших воспитанников под руководством Натальи Гордеевой, Татьяны Выставкиной и Игоря Маляра. Из Винницы фигуристы привезли четыре медали — три золотых и одну бронзовую.
«Донбасс 2004» стал чемпионом Украины, а также бронзовым призёром Открытого чемпионата Беларуси.
В сезоне-2017/18 к занятиям в самой многочисленной на Украине школе хоккея и фигурного катания присоединились дети из Торецка. Этот сезон также стал «золотым» для двух команд донецкой ДЮСШ — «Донбасс 2004» и «Донбасс 2006».
С 2014 года спортсмены клубной школы демонстрируют высокие результаты на внутренней и международной аренах. Старшая команда клубной школы «Донбасс 2004» (спортсмены 2004 года рождения) стали четырехкратными чемпионами Украины; различными кубками, медалями и грамотами пополнили клубную копилку спортсмены всех возрастов.

## Достижения
- Чемпион Украины (8): 2011, 2012, 2013, 2016, 2017, 2018, 2019, 2021
  -  Бронзовый призёр чемпионата Украины 2002.
- Обладатель Континентального кубка IIHF 2013.
  -  Серебряный призёр Континентального кубка IIHF 2014.
    -  Бронзовый призёр Континентального кубка IIHF 2012.
- Обладатель «Кубка Донбасса» (6): 2013, 2015, 2016, 2017, 2019, 2020.
- Победитель 1 лиги чемпионата Украины 2005.
- Победитель турнира «Кубок Топольчани — 2011» в г.Топольчани (Словакия).
- Победитель ХІ Мемориала Павла Забойника — 2012 в г.Зволен (Словакия).
- КХЛ 2013—2014: Четвертое место Западной конференции. Полуфинал плей-офф Западной конференции.
- ВХЛ 2011—2012: Победитель Западной конференции и полуфиналист чемпионата ВХЛ.
- КХЛ 2012—2013: Дебют в чемпионате КХЛ. 9-е место в Западной конференции. Четвертьфинал Кубка Надежды.

## Результаты выступления в КХЛ
И — количество проведённых игр, В — выигрыши в основное время, ВО — выигрыши в овертайме, ВБ — выигрыши в послематчевых буллитах, ПО — проигрыши в овертайме, ПБ — проигрыши в послематчевых буллитах, П — проигрыши в основное время, О — количество набранных очков, Ш — соотношение забитых и пропущенных голов, РС — место по результатам регулярного сезона
| Сезон     | И   | В  | ВО | ВБ | ПБ | ПО | П  | О   | Ш       | РС | Плей-офф                                          |
| --------- | --- | -- | -- | -- | -- | -- | -- | --- | ------- | -- | ------------------------------------------------- |
| 2012-2013 | 52  | 17 | 2  | 5  | 6  | 1  | 21 | 72  | 134-142 | 18 | В плей-офф не играли                              |
| 2013-2014 | 54  | 27 | 3  | 4  | 2  | 0  | 18 | 97  | 135-99  | 6  | Проиграли во втором раунде: 4-3 Динамо Р, 2-4 Лев |
| Всего     | 106 | 44 | 5  | 9  | 8  | 1  | 39 | 169 | 269-241 |    |                                                   |

## Арена
Арена «Дружба» была построена в 1975 году. В следующем году она была введена в эксплуатацию. C 2003 года проводились небольшие по масштабам реконструкции. В 2010 году, перед проведением чемпионата мира среди юниоров (2011 IIHF WU18 IIB), на арене «Дружба» было заменено холодильное оборудование, появилось современное электронное табло (куб), установлены новые пластиковые борта и система кондиционирования, построены дополнительно четыре раздевалки, судейские и медицинские кабинеты, а также несколько офисов для Федерации хоккея Украины и для Международной федерации хоккея IIHF.
В апреле 2013 года ХК «Донбасс» приступил к строительству многофункциональной Кальмиус Арены на 12 800 мест в рамках подготовки к Чемпионату Европы по баскетболу 2015 года.Она будет собой представлять латинскую букву D.  Открытие новой домашней арены ХК «Донбасс» было запланировано на 28 августа 2015 года.
Однако, из-за событий на Донбассе Кальмиус Арена скорее всего не будет построена (т.к Донецк контролируется ДНР).
В 2020 году был построен Ледовый центр «Мариуполь», где теперь будет проводить свои матчи «ХК Донбасс».

## В чемпионатах России
| Регулярный чемпионат  | Регулярный чемпионат | Регулярный чемпионат | Регулярный чемпионат | Регулярный чемпионат | Регулярный чемпионат | Регулярный чемпионат | Регулярный чемпионат | Регулярный чемпионат | Регулярный чемпионат | Регулярный чемпионат | Регулярный чемпионат | Плей-офф | Плей-офф | Плей-офф | Плей-офф | Плей-офф | Плей-офф | Плей-офф | Плей-офф | Плей-офф | Плей-офф | Плей-офф |
| Сезон                 | И                    | В                    | ВО                   | ВБ                   | П                    | ПО                   | ПБ                   | ГЗ                   | ГП                   | О                    | Штр                  | И        | В        | ВО       | ВБ       | П        | ПО       | ПБ       | ГЗ       | ГП       | Штр      |          |
| Высшая хоккейная лига |                      |                      |                      |                      |                      |                      |                      |                      |                      |                      |                      |          |          |          |          |          |          |          |          |          |          |          |
| 2011-2012             | 53                   | 31                   | 3                    | 4                    | 11                   | 2                    | 2                    | 179                  | 112                  | 111                  | 838                  | 10       | 5        | 1        | 0        | 3        | 1        | 0        | 29       | 17       | 189      |          |

Победитель Западной конференции и полуфиналист чемпионата ВХЛ.